# Georg Jobst
Leonhard Georg Jobst (* 21. Dezember 1552 in Greding; † 6. Juli 1620 in Regensburg) war ein deutscher Priester.

## Leben
Er soll als Sohn eines armen Schullehrers, welcher vermutlich 1553 starb, geboren worden sein. Den ersten Vornamen erhielt er in Erinnerung an seinen Großvater mütterlicherseits. Seine Mutter heiratete einen Käufl. Im Jahre 1564 wurde er in das Collegium Willibaldinum aufgenommen. 1571 erwarb er in Ingolstadt den Magister der Philosophie. Um seinen Lebensunterhalt zu finanzieren, war er Präzeptor von Graf Heinrich Rudolf von Pappenheim. Mit ihm fuhr er am 2. November 1575 in Regensburg zu den Krönungsfeierlichkeiten von Kaiser Rudolf II. 1580 machte er sich mit seinem Schützling auf den Weg nach Frankreich, wo dieser in Besançon an einer heimtückischen Krankheit starb. Danach ging er mit Ferdinand von Rechberg, Heinrich von Heßler und Adam von Nothaft nochmals nach Frankreich. Am 12. Juni 1585 wurde er in Bourges zum Dr. utr. iuris promoviert. Die Urkunde wurde von Jakob Cuiacius und Johann Mercerius unterzeichnet. Nach seiner Rückkehr nach Bayern machte er sich mit Haßlang und Nothaft auf den Weg nach Italien. 1589 wohnte er in Florenz der Hochzeit des Herzogs bei. Danach ging er längere Zeit nach Rom und wurde dort 1591 mit einem Brief des bayerischen Herzogs Wilhelm V. zum Erzieher beziehungsweise Präzeptor von dessen Sohn Prinz Albrecht berufen. Hierzu erhielt er vom Herzog eine am 13. April 1591 ausgestellte Instruktion, in der für ihn die Grundlinien der Erziehung festgelegt wurden. Dem Hofstaat des Prinzens stand Wolf Konrad von Rechberg zum Hohen Rechberg vor. Diesem folgte Jobst an zweiter Stelle mit einer Entlohnung von 150 Gulden. Von 1592 bis 1600 war er bayerischer Hofrat und ab 1594 Hofmeister von Herzog Albrecht. 1593 ging Albrecht mit seinen Brüdern zum Studieren nach Ingolstadt und trug sich am 15. Oktober in das Matrikel der Hochschule ein. 1597 kehrte der Herzog nach München zurück und trat am 1. Dezember in das Jesuitengymnasium ein. 1593 wurde er hierfür zum Domkanoniker im Regensburger Dom und 1598 im Dom St. Stephan zu Passau ernannt. Um Lichtmess 1601 bat er um Entlassung als Prinzenerzieher und um Entlassgeld, welches aber nicht gewährt wurde. 1603 wurde er zum Visitator in Passau ernannt. Nach seinen Aufzeichnungen wurde er nicht zum Priester, sondern nur zum Subdiakon geweiht. 1619 merkte er aber in zwei Briefen an, dass er gern „Pfaffe“ mit einer Pfarrei geworden wäre. In Passau stand er der bayerischen Partei im Domkapitel näher als der österreichischen. Im Alter plagten ihn Steinleiden und andere Krankheiten. Er starb 1620 und wurde in der Allerheiligenkapelle im Regensburger Dom bestattet.
Am 12. Dezember 1614 fasste er sein Testament ab, mit dem er seiner Heimatstadt Greding 1250 Gulden stiftete, um den Nachfahren der Familien Jobst oder Kheuffel und in Ermangelung dieser den armen Söhnen der Stadt ein Studium zu ermöglichen. Dieses Kapital wurde durch die Inflation nach dem Ersten Weltkrieg entwertet. Nach Jobst ist eine Gasse der Gredinger Altstadt benannt (Georg-Jobst-Gasse).